# Bob Wootton

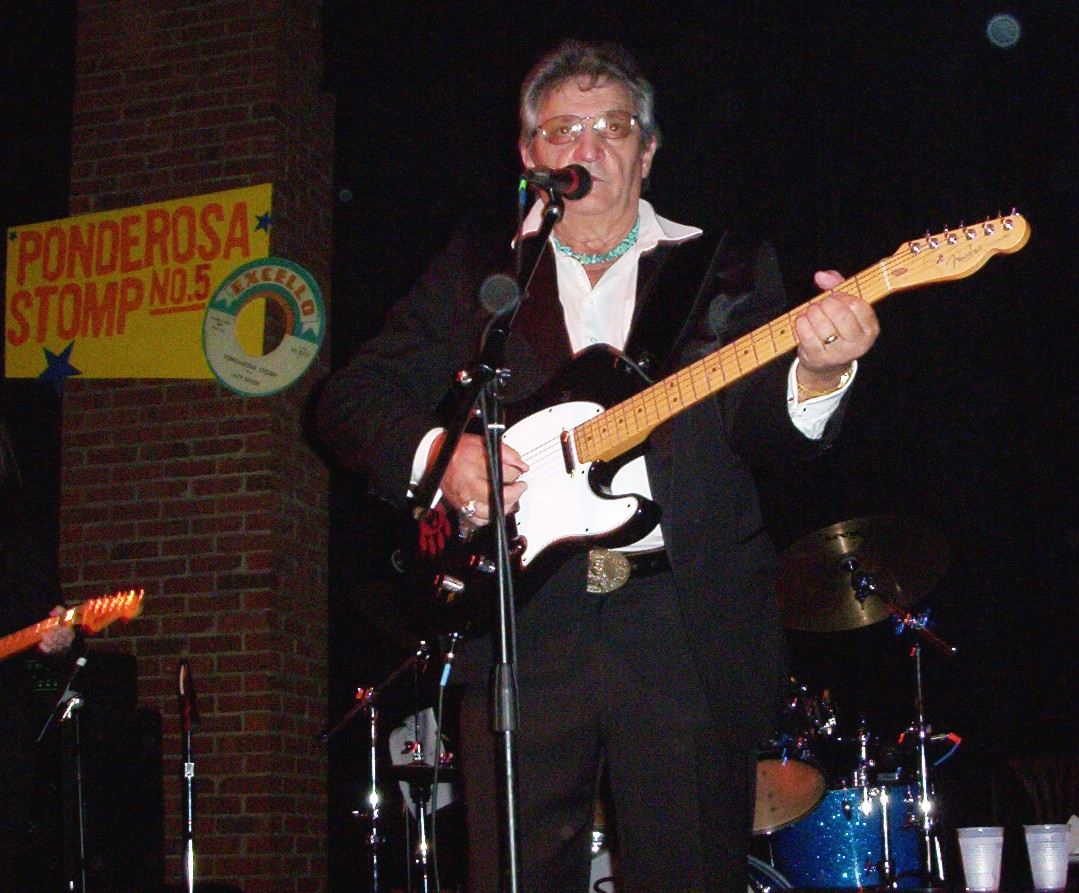
Bob Wootton

Bob Wootton (* 4. März 1942 in Paris, Arkansas; † 9. April 2017) war ein US-amerikanischer Musiker. Er spielte als Gitarrist und Mitglied in Johnny Cashs Begleitband Tennessee Three.

## Anfänge
Bob Wootton war ein großer Fan von Johnny Cash und besaß alle Schallplatten von ihm. Er konnte dessen Songs im Stil von Cash Gitarrist Luther Perkins auf der Gitarre begleiten, der im August 1968 bei einem Hausbrand ums Leben kam. Am 17. September 1968 sollten Cash und seine Band in Lafayetteville, Arkansas auftreten, jedoch waren zu Konzertbeginn wegen eines verspäteten Flugzeugs nur Cash, seine Frau June Carter und sein Schlagzeuger W. S. Holland auf der Bühne. June Carter fragte das Publikum, ob jemand die Cash-Songs auf der Gitarre spielen könne, und so sprang Wootton ein. Wootton verblüffte Cash und das Publikum, indem er den Sound von Perkins perfekt nachspielte und ihn sogar weiterentwickelt hatte. Einige Tage später rief Cash Wootton an und bot ihm an, neuer Leadgitarrist bei seiner Band Tennessee Three zu werden.

## Karriere
Der erste große Auftritt Woottons mit Cash war das Konzert im Gefängnis San Quentin am 24. Februar 1969 mit Aufzeichnung des gleichnamigen Albums. Im gleichen Jahr war Wootton als Gitarrist zusammen mit Cash, der den Gesangspart übernahm, an der Aufnahme des Liedes Girl from the North Country auf Bob Dylans Album Nashville Skyline beteiligt. Wootton spielte nicht nur Gitarre, er sang auch Background für Cash und sprang für ihn als Stuntman in diversen Film- und Fernsehproduktionen ein. Am 4. Mai 1974 heiratete er Cashs Schwägerin und Kollegin Anita Carter, mit der er auch auftrat. Die Ehe wurde später geschieden. Wootton begleitete Cash mit den Tennessee Three bis 1997, dem Jahr, in dem Johnny Cash aus gesundheitlichen Gründen das Touren aufgeben musste. Cash starb im September 2003.

## Gegenwart
Am 19. Juli 1983 heiratete Wootton seine Frau Vicky; die beiden haben zwei Kinder. Die Tennessee Three mit Wootton und Holland traten weiterhin auf, den Gesangspart hatte Wootton übernommen. Unterstützt wurde die Band von Woottons Frau und seiner Tochter Scarlett. 2006 veröffentlichte die Band das Tribute-Album The Sound Must Go On, und Wootton wurde in die Rockabilly Hall of Fame aufgenommen. 2004 und 2012 spielte er als Gastgitarrist für die Band Six Mile Grove. Bob Wootton starb am 9. April 2017 im Alter von 75 Jahren. Er wurde auf dem Cornerstone-Friedhof in Nashville beigesetzt.